# La Vieille Dame et l'Africain
Pour plus de détails, voir Fiche technique et Distribution.
La Vieille Dame et l'Africain est un téléfilm français réalisé par Alain Dhouailly et diffusé en 1987 dans le cadre de la série Cinéma 16.

## Fiche technique
- Titre : La Vieille dame et l'Africain
- Réalisation : Alain Dhouailly
- Scénario : Alain Dhouailly et Jack Jacquine
- Musique : Marc Depont
- Assistant son : Daniel Banaszak
- Société de production : FR3 Lille
- Pays d'origine : France
- Genre : Comédie dramatique
- Durée : 85 minutes

## Distribution
- Danielle Darrieux : Émilienne
- Maka Kotto : Raphaël
- Perrette Pradier : Mme Gambarotti
- Rosita Dadoun : La concierge
- Yvonne Wingerter : Mme Bobineaua
- Isabelle Kloucowski : Mémé Méchard
- Fernand Kindt : M. Deschamps
- Serge Berry : Le propriétaire
- Guylaine Marigard : Amandine
- Emil Abossolo-Mbo : Un musicien
- Edmond Kom : Un musicien
- Guillaume Songue : Un musicien
- Jean-Pierre Gaillard : Un voisin
- Anne Kreis : Mme Méchard
- Tadie Tuene : Yaya
- David Toto : Le télégraphiste